# 잔나비 소곡집 ll : 초록을거머쥔우리는
《잔나비 소곡집 ll : 초록을거머쥔우리는》은 2022년 5월 10일, 카카오엠을 통하여 발매한 대한민국의 인디 록 밴드 잔나비의 세 번째 익스텐디드 플레이(EP)이다. 타이틀곡인 〈초록을거머쥔우리는〉을 포함하여 총 네 곡이 수록되어 있다.
소곡집이라는 부제답게 잔잔하게 흘러가는 사운드의 곡들로 구성되어 있다. 《환상의 나라》와 마찬가지로 군복무 중인 김도형이 녹음에 참여한 것으로 확인되었는데 휴가 기간 중에 녹음한 것으로 추정된다. 베이시스트 장경준은 이 음반에서는 복귀하지 않았다.

## 배경
타이틀곡 〈초록을거머쥔우리는〉은 봄날의 공원 어디쯤 가만히 누워있다 보면 자연스레 느끼는 기분을 담아 한가롭고 여유로운 분위기를 절로 이끄는 곡이다. 세 번째 음반 《환상의 나라》의 수록곡 〈밤의 공원〉의 "초록을 거머쥔 우리는 여름으로"란 구절에서 탄생한 제목처럼 싱그러운 봄의 감성과 함께 기분 좋은 두근거림을 선사한다.
〈여름가을겨울 봄.〉은 이 음반 제목들 중 유일하게 띄어쓰기가 사용되었다. 곡을 쓴 최정훈은 봄을 마지막 계절로 강조하기 위해 모든 제목에서 띄어쓰기를 아꼈다가 봄에서 사용했다고 밝혔다. 마침표 역시 마지막을 강조하기 위해 노래 제목으로는 드물게 사용되었다.

## 순위
타이틀곡 〈초록을거머쥔우리는〉이 지난 10일 발매 직후 벅스 실시간 음원 차트 1위를 기록한 데 이어 지니 실시간 차트 상위권, 멜론 TOP 100에 빠르게 진입했다.
이외에도 〈레이디버드〉, 〈여름가을겨울 봄.〉, 〈슬픔이여안녕〉까지 음반 전 수록곡이 벅스 차트 상위권에 안착하며 "음원 강자"의 저력을 다시금 증명했다.

## 평가
이즘의 소승근은 "잔나비의 노래는 그림이고 사진이다. 이들의 노래를 들으면 추억의 회로가 작동하고 머릿속에서는 풍광이 그려지며 따스한 노랫말은 흘러간 세월을 되새기게 한다. 건반주자 유영현과 드러머 윤결의 사회적 논란으로 인한 탈퇴, 아이돌 음악과 랩 음악의 열풍, 네오 트로트의 부상(浮上) 속에서도 잔나비가 엔진을 멈추지 않은 원동력은 리더 최정훈의 존재다. 거의 모든 노래를 만들고 프로듀싱까지 전담하는 그는 잔나비를 앞으로만 나아가려는 동시대의 여타 밴드들과 달리 그 반대의 지점으로 안내한다."라고 평가했다.

## 곡 목록
모든 곡들은 최정훈에 의해 작사/작곡하였다.
| #  | 제목                   | 재생 시간 |
| -- | ---------------------- | --------- |
| 1. | 〈레이디버드〉         | 3:38      |
| 2. | 〈초록을거머쥔우리는〉 | 3:48      |
| 3. | 〈여름가을겨울 봄.〉   | 3:28      |
| 4. | 〈슬픔이여안녕〉       | 3:56      |